# Trimorus rufonotatus
Trimorus rufonotatus är en stekelart som först beskrevs av Jean-Jacques Kieffer 1908.  Trimorus rufonotatus ingår i släktet Trimorus, och familjen gallmyggesteklar. Arten är reproducerande i Sverige.